# Huperzia saururus
Espèce
Huperzia saururus est un lycopode de forme massive pouvant supporter des températures fraîches (inférieures à 0 °C) qui vit dans l'hémisphère sud dans les régions sub-antarctiques (îles Kerguelen) ou dans les montagnes d'Afrique (Zimbabwe, Congo, Réunion, etc.) et d'Amérique du Sud (Argentine, Bolivie, etc.).